# Tetete
Tetete, pleme američkih Indijanaca srodno Secoyama, naseljeni nekada u džunglama sjevernog Ekvadora blizu kolumbijske granice. Pleme je živjelo blizu Lago Agria a nestali su dolaskom kompanije Texaco, da bi ih preostalo tek 3 (1969 SIL) (kasnije kororacija Chevron. Jezik tetete kojim su govorili pripadao je porodici tucanoan.